# Danh sách tiểu hành tinh: 1901–2000
| Tên                   | Tên đầu tiên | Ngày phát hiện       | Nơi phát hiện            | Người phát hiện                                        |
| --------------------- | ------------ | -------------------- | ------------------------ | ------------------------------------------------------ |
| 1901 Moravia          | 1972 AD      | 14 tháng 1 năm 1972  | Hamburg-Bergedorf        | L. Kohoutek                                            |
| 1902 Shaposhnikov     | 1972 HU      | 18 tháng 4 năm 1972  | Nauchnij                 | T. M. Smirnova                                         |
| 1903 Adzhimushkaj     | 1972 JL      | 9 tháng 5 năm 1972   | Nauchnij                 | T. M. Smirnova                                         |
| 1904 Massevitch       | 1972 JM      | 9 tháng 5 năm 1972   | Nauchnij                 | T. M. Smirnova                                         |
| 1905 Ambartsumian     | 1972 JZ      | 14 tháng 5 năm 1972  | Nauchnij                 | T. M. Smirnova                                         |
| 1906 Naef             | 1972 RC      | 5 tháng 9 năm 1972   | Đài thiên văn Zimmerwald | P. Wild                                                |
| 1907 Rudneva          | 1972 RC2     | 11 tháng 9 năm 1972  | Nauchnij                 | N. S. Chernykh                                         |
| 1908 Pobeda           | 1972 RL2     | 11 tháng 9 năm 1972  | Nauchnij                 | N. S. Chernykh                                         |
| 1909 Alekhin          | 1972 RW2     | 4 tháng 9 năm 1972   | Nauchnij                 | L. V. Zhuravleva                                       |
| 1910 Mikhailov        | 1972 TZ1     | 8 tháng 10 năm 1972  | Nauchnij                 | L. V. Zhuravleva                                       |
| 1911 Schubart         | 1973 UD      | 25 tháng 10 năm 1973 | Đài thiên văn Zimmerwald | P. Wild                                                |
| 1912 Anubis           | 6534 P-L     | 24 tháng 9 năm 1960  | Palomar                  | C. J. van Houten, I. van Houten-Groeneveld, T. Gehrels |
| 1913 Sekanina         | 1928 SF      | 22 tháng 9 năm 1928  | Heidelberg               | K. Reinmuth                                            |
| 1914 Hartbeespoortdam | 1930 SB1     | 28 tháng 9 năm 1930  | Johannesburg             | H. van Gent                                            |
| 1915 Quetzálcoatl     | 1953 EA      | 9 tháng 3 năm 1953   | Palomar                  | A. G. Wilson                                           |
| 1916 Boreas           | 1953 RA      | 1 tháng 9 năm 1953   | Uccle                    | S. J. Arend                                            |
| 1917 Cuyo             | 1968 AA      | 1 tháng 1 năm 1968   | El Leoncito              | C. U. Cesco, A. G. Samuel                              |
| 1918 Aiguillon        | 1968 UA      | 19 tháng 10 năm 1968 | Bordeaux                 | G. Soulié                                              |
| 1919 Clemence         | 1971 SA      | 16 tháng 9 năm 1971  | El Leoncito              | J. Gibson, C. U. Cesco                                 |
| 1920 Sarmiento        | 1971 VO      | 11 tháng 11 năm 1971 | El Leoncito              | J. Gibson, C. U. Cesco                                 |
| 1921 Pala             | 1973 SE      | 20 tháng 9 năm 1973  | Palomar                  | T. Gehrels                                             |
| 1922 Zulu             | 1949 HC      | 25 tháng 4 năm 1949  | Johannesburg             | E. L. Johnson                                          |
| 1923 Osiris           | 4011 P-L     | 24 tháng 9 năm 1960  | Palomar                  | C. J. van Houten, I. van Houten-Groeneveld, T. Gehrels |
| 1924 Horus            | 4023 P-L     | 24 tháng 9 năm 1960  | Palomar                  | C. J. van Houten, I. van Houten-Groeneveld, T. Gehrels |
| 1925 Franklin-Adams   | 1934 RY      | 9 tháng 9 năm 1934   | Johannesburg             | H. van Gent                                            |
| 1926 Demiddelaer      | 1935 JA      | 2 tháng 5 năm 1935   | Uccle                    | E. Delporte                                            |
| 1927 Suvanto          | 1936 FP      | 18 tháng 3 năm 1936  | Turku                    | R. Suvanto                                             |
| 1928 Summa            | 1938 SO      | 21 tháng 9 năm 1938  | Turku                    | Y. Väisälä                                             |
| 1929 Kollaa           | 1939 BS      | 20 tháng 1 năm 1939  | Turku                    | Y. Väisälä                                             |
| 1930 Lucifer          | 1964 UA      | 29 tháng 10 năm 1964 | USNO Flagstaff           | E. Roemer                                              |
| 1931 Čapek            | 1969 QB      | 22 tháng 8 năm 1969  | Hamburg-Bergedorf        | L. Kohoutek                                            |
| 1932 Jansky           | 1971 UB1     | 16 tháng 10 năm 1971 | Hamburg-Bergedorf        | L. Kohoutek                                            |
| 1933 Tinchen          | 1972 AC      | 14 tháng 1 năm 1972  | Hamburg-Bergedorf        | L. Kohoutek                                            |
| 1934 Jeffers          | 1972 XB      | 2 tháng 12 năm 1972  | Mount Hamilton           | A. R. Klemola                                          |
| 1935 Lucerna          | 1973 RB      | 2 tháng 9 năm 1973   | Đài thiên văn Zimmerwald | P. Wild                                                |
| 1936 Lugano           | 1973 WD      | 24 tháng 11 năm 1973 | Zimmerwald               | P. Wild                                                |
| 1937 Locarno          | 1973 YA      | 19 tháng 12 năm 1973 | Zimmerwald               | P. Wild                                                |
| 1938 Lausanna         | 1974 HC      | 19 tháng 4 năm 1974  | Zimmerwald               | P. Wild                                                |
| 1939 Loretta          | 1974 UC      | 17 tháng 10 năm 1974 | Palomar                  | C. T. Kowal                                            |
| 1940 Whipple          | 1975 CA      | 2 tháng 2 năm 1975   | Harvard Observatory      | Harvard Observatory                                    |
| 1941 Wild             | 1931 TN1     | 6 tháng 10 năm 1931  | Heidelberg               | K. Reinmuth                                            |
| 1942 Jablunka         | 1972 SA      | 30 tháng 9 năm 1972  | Hamburg-Bergedorf        | L. Kohoutek                                            |
| 1943 Anteros          | 1973 EC      | 13 tháng 3 năm 1973  | El Leoncito              | J. Gibson                                              |
| 1944 Günter           | 1925 RA      | 14 tháng 9 năm 1925  | Heidelberg               | K. Reinmuth                                            |
| 1945 Wesselink        | 1930 OL      | 22 tháng 7 năm 1930  | Johannesburg             | H. van Gent                                            |
| 1946 Walraven         | 1931 PH      | 8 tháng 8 năm 1931   | Johannesburg             | H. van Gent                                            |
| 1947 Iso-Heikkilä     | 1935 EA      | 4 tháng 3 năm 1935   | Turku                    | Y. Väisälä                                             |
| 1948 Kampala          | 1935 GL      | 3 tháng 4 năm 1935   | Johannesburg             | C. Jackson                                             |
| 1949 Messina          | 1936 NE      | 8 tháng 7 năm 1936   | Johannesburg             | C. Jackson                                             |
| 1950 Wempe            | 1942 EO      | 23 tháng 3 năm 1942  | Heidelberg               | K. Reinmuth                                            |
| 1951 Lick             | 1949 OA      | 26 tháng 7 năm 1949  | Mount Hamilton           | C. A. Wirtanen                                         |
| 1952 Hesburgh         | 1951 JC      | 3 tháng 5 năm 1951   | Brooklyn                 | Đại học Indiana                                        |
| 1953 Rupertwildt      | 1951 UK      | 29 tháng 10 năm 1951 | Brooklyn                 | Đại học Indiana                                        |
| 1954 Kukarkin         | 1952 PH      | 15 tháng 8 năm 1952  | Crimea-Simeis            | P. F. Shajn                                            |
| 1955 McMath           | 1963 SR      | 22 tháng 9 năm 1963  | Brooklyn                 | Đại học Indiana                                        |
| 1956 Artek            | 1969 TX1     | 8 tháng 10 năm 1969  | Nauchnij                 | L. I. Chernykh                                         |
| 1957 Angara           | 1970 GF      | 1 tháng 4 năm 1970   | Nauchnij                 | L. I. Chernykh                                         |
| 1958 Chandra          | 1970 SB      | 24 tháng 9 năm 1970  | El Leoncito              | C. U. Cesco                                            |
| 1959 Karbyshev        | 1972 NB      | 14 tháng 7 năm 1972  | Nauchnij                 | L. V. Zhuravleva                                       |
| 1960 Guisan           | 1973 UA      | 25 tháng 10 năm 1973 | Đài thiên văn Zimmerwald | P. Wild                                                |
| 1961 Dufour           | 1973 WA      | 19 tháng 11 năm 1973 | Zimmerwald               | P. Wild                                                |
| 1962 Dunant           | 1973 WE      | 24 tháng 11 năm 1973 | Zimmerwald               | P. Wild                                                |
| 1963 Bezovec          | 1975 CB      | 9 tháng 2 năm 1975   | Hamburg-Bergedorf        | L. Kohoutek                                            |
| 1964 Luyten           | 2007 P-L     | 24 tháng 9 năm 1960  | Palomar                  | C. J. van Houten, I. van Houten-Groeneveld, T. Gehrels |
| 1965 van de Kamp      | 2521 P-L     | 24 tháng 9 năm 1960  | Palomar                  | C. J. van Houten, I. van Houten-Groeneveld, T. Gehrels |
| 1966 Tristan          | 2552 P-L     | 24 tháng 9 năm 1960  | Palomar                  | C. J. van Houten, I. van Houten-Groeneveld, T. Gehrels |
| 1967 Menzel           | A905 VC      | 1 tháng 11 năm 1905  | Heidelberg               | M. F. Wolf                                             |
| 1968 Mehltretter      | 1932 BK      | 29 tháng 1 năm 1932  | Heidelberg               | K. Reinmuth                                            |
| 1969 Alain            | 1935 CG      | 3 tháng 2 năm 1935   | Uccle                    | S. J. Arend                                            |
| 1970 Sumeria          | 1954 ER      | 12 tháng 3 năm 1954  | La Plata Observatory     | M. Itzigsohn                                           |
| 1971 Hagihara         | 1955 RD1     | 14 tháng 9 năm 1955  | Brooklyn                 | Đại học Indiana                                        |
| 1972 Yi Xing          | 1964 VQ1     | 9 tháng 11 năm 1964  | Nanking                  | Purple Mountain Observatory                            |
| 1973 Colocolo         | 1968 OA      | 18 tháng 7 năm 1968  | Cerro El Roble           | C. Torres, S. Cofre                                    |
| 1974 Caupolican       | 1968 OE      | 18 tháng 7 năm 1968  | Cerro El Roble           | C. Torres, S. Cofre                                    |
| 1975 Pikelner         | 1969 PH      | 11 tháng 8 năm 1969  | Nauchnij                 | L. I. Chernykh                                         |
| 1976 Kaverin          | 1970 GC      | 1 tháng 4 năm 1970   | Nauchnij                 | L. I. Chernykh                                         |
| 1977 Shura            | 1970 QY      | 30 tháng 8 năm 1970  | Nauchnij                 | T. M. Smirnova                                         |
| 1978 Patrice          | 1971 LD      | 13 tháng 6 năm 1971  | Bickley                  | Perth Observatory                                      |
| 1979 Sakharov         | 2006 P-L     | 24 tháng 9 năm 1960  | Palomar                  | C. J. van Houten, I. van Houten-Groeneveld, T. Gehrels |
| 1980 Tezcatlipoca     | 1950 LA      | 19 tháng 6 năm 1950  | Palomar                  | A. G. Wilson, Å. A. E. Wallenquist                     |
| 1981 Midas            | 1973 EA      | 6 tháng 3 năm 1973   | Palomar                  | C. T. Kowal                                            |
| 1982 Cline            | 1975 VA      | 4 tháng 11 năm 1975  | Palomar                  | E. F. Helin                                            |
| 1983 Bok              | 1975 LB      | 9 tháng 6 năm 1975   | Tucson                   | E. Roemer                                              |
| 1984 Fedynskij        | 1926 TN      | 10 tháng 10 năm 1926 | Crimea-Simeis            | S. Beljavskij                                          |
| 1985 Hopmann          | 1929 AE      | 13 tháng 1 năm 1929  | Heidelberg               | K. Reinmuth                                            |
| 1986 Plaut            | 1935 SV1     | 28 tháng 9 năm 1935  | Johannesburg             | H. van Gent                                            |
| 1987 Kaplan           | 1952 RH      | 11 tháng 9 năm 1952  | Crimea-Simeis            | P. F. Shajn                                            |
| 1988 Delores          | 1952 SV      | 28 tháng 9 năm 1952  | Brooklyn                 | Đại học Indiana                                        |
| 1989 Tatry            | 1955 FG      | 20 tháng 3 năm 1955  | Skalnaté Pleso           | A. Paroubek                                            |
| 1990 Pilcher          | 1956 EE      | 9 tháng 3 năm 1956   | Heidelberg               | K. Reinmuth                                            |
| 1991 Darwin           | 1967 JL      | 6 tháng 5 năm 1967   | El Leoncito              | C. U. Cesco, A. R. Klemola                             |
| 1992 Galvarino        | 1968 OD      | 18 tháng 7 năm 1968  | Cerro El Roble           | C. Torres, S. Cofre                                    |
| 1993 Guacolda         | 1968 OH1     | 25 tháng 7 năm 1968  | Cerro El Roble           | G. A. Plyugin, Yu. A. Belyaev                          |
| 1994 Shane            | 1961 TE      | 4 tháng 10 năm 1961  | Brooklyn                 | Đại học Indiana                                        |
| 1995 Hajek            | 1971 UP1     | 16 tháng 10 năm 1971 | Hamburg-Bergedorf        | L. Kohoutek                                            |
| 1996 Adams            | 1961 UA      | 16 tháng 10 năm 1961 | Brooklyn                 | Đại học Indiana                                        |
| 1997 Leverrier        | 1963 RC      | 14 tháng 9 năm 1963  | Brooklyn                 | Đại học Indiana                                        |
| 1998 Titius           | 1938 DX1     | 24 tháng 2 năm 1938  | Heidelberg               | A. Bohrmann                                            |
| 1999 Hirayama         | 1973 DR      | 27 tháng 2 năm 1973  | Hamburg-Bergedorf        | L. Kohoutek                                            |
| 2000 Herschel         | 1960 OA      | 29 tháng 7 năm 1960  | Sonneberg                | J. Schubart                                            |